# Drocourt (Yvelines)
Drocourt – miejscowość i gmina we Francji, w regionie Île-de-France, w departamencie Yvelines.
Według danych na rok 1990 gminę zamieszkiwało 385 osób, a gęstość zaludnienia wynosiła 100 osób/km² (wśród 1287 gmin regionu Île-de-France Drocourt plasuje się na 872. miejscu pod względem liczby ludności, natomiast pod względem powierzchni na miejscu 762.).